# Marilyn Chambers
Marilyn Ann Chambers (Providence, 22 aprile 1952 – Santa Clarita, 12 aprile 2009) è stata un'attrice pornografica e attrice cinematografica statunitense.
Nata come modella pubblicitaria (fu testimonial di un detersivo della Procter & Gamble) raggiunse la notorietà con il suo primo film pornografico Dietro la porta verde (Behind the Green Door) ottenendo anche un ottimo successo al Festival del cinema di Cannes. Sul film, così come sulle pellicole successive, oltre al compenso una tantum, ottenne anche una percentuale sugli incassi.
Nel 1977 interpretò un ruolo da protagonista nel film Rabid - Sete di sangue di David Cronenberg.

## Biografia

### Inizi
Sebbene venga spesso riportato che nacque a Westport, la stessa Chambers, in una intervista del 2007, confermò di essere nata a Providence e solamente cresciuta a Westport. Suo padre era un pubblicitario mentre la madre era infermiera. Era la più piccola dei tre figli della coppia, aveva un fratello, Martin Briggs, e una sorella, Jann Smith. La Chambers frequentò la Burr Farms Elementary School, scuola elementare di Hillspoint, la Long Lots Junior High School, e la Staples High School.
Il padre cercò di scoraggiarne le ambizioni di intraprendere la carriera di modella definendo il mondo della moda crudele e senza pietà, ma questo non dissuase la ragazza che iniziò a partecipare a vari casting di nascosto dai genitori. Iniziò a lavorare sporadicamente come indossatrice e riuscì anche ad aggiudicarsi un piccolo ruolo nel film Il gufo e la gattina (The Owl and the Pussycat) (1970), con Barbra Streisand nel ruolo della protagonista.

### Carriera come pornostar

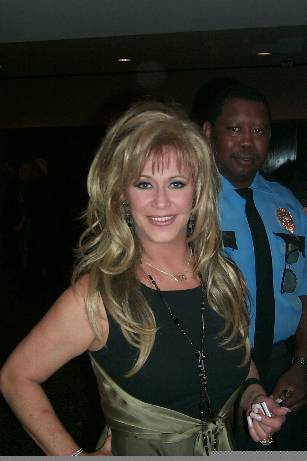
Marilyn Chambers nel 1999

Successivamente si trasferì a Los Angeles, California, per avere maggiori opportunità di lavoro. Non riuscì ad accaparrarsi nessun ruolo degno di nota nel cinema, eccetto per una particina di poco conto in un film a basso costo diretto da Sean S. Cunningham, Together (1971), nel quale apparve nuda sullo schermo per la prima volta. Lasciò Los Angeles per San Francisco, dove fece diversi lavori, inclusi la modella di nudo e la ballerina di striptease.
Infine capitò casualmente nel mondo del porno quando rispose a un annuncio per un casting di un film che solo dopo scoprì essere un film a luci rosse, il celebre Dietro la porta verde (Behind the Green Door). Stava quasi per andarsene quando i produttori Artie e Jim Mitchell notarono la sua somiglianza con l'attrice Cybill Shepherd e la vollero come protagonista del film.
Stranamente, la Chambers non ha una sola battuta nell'intero film. Dopo aver partecipato ad una orgia lesbo con un gruppo di ragazze, fa del sesso con il pugile di colore Johnnie Keyes, dando vita alla prima scena di sesso interrazziale in un film porno americano. L'intera industria dell'hard e il pubblico stesso rimasero scioccati nel vedere una donna bianca fare del sesso con un uomo di colore. La Chambers era praticamente una sconosciuta prima di girare Behind the Green Door, film che la rese una vera star.

### Carriera successiva
La grande occasione della Chambers per affermarsi anche nel cinema cosiddetto mainstream ebbe luogo nel 1977, quando fu scritturata come protagonista nel film horror Rabid - Sete di sangue del regista David Cronenberg. Cronenberg non la conosceva come attrice porno, e il suo nome gli era stato segnalato dal produttore Ivan Reitman, il quale pensava sarebbe stato più facile vendere il film all'estero se la protagonista fosse stata un'affermata attrice hard. Anche se inizialmente la prima scelta del regista per la parte era stata Sissy Spacek, la Chambers impressionò molto favorevolmente Cronenberg grazie alla sua dedizione e all'impegno profuso nel preparare il ruolo. Il film andò dignitosamente bene, e le critiche verso la sua prova di attrice furono incoraggianti, ma poco dopo Marilyn si ridedicò al porno con il film Insatiable del 1980, che le diede definitivamente la fama internazionale nel mondo dell'hard.
A proposito delle sue possibilità di intraprendere una carriera d'attrice mainstream ad Hollywood, Chambers raccontò che una volta Jack Nicholson e Art Garfunkel volevano parlarle di un possibile ruolo per lei nel film Verso il sud del 1978, ma finirono per chiederle se aveva della cocaina e se i suoi orgasmi in Dietro la porta verde erano stati reali; si infuriò a tal punto da troncare la conversazione. Avrebbe poi dovuto far parte del cast del film Hardcore, e recitare a fianco di George C. Scott, ma il direttore del casting disse che era troppo "pulita" per essere scelta come una regina del porno. «I tizi di Hardcore volevano una con i capelli arancione che masticava gomma, roteava la borsetta, e portava tacchi a spillo. Un tale cliché...», disse anni dopo Chambers. Al suo posto fu scritturata Season Hubley.

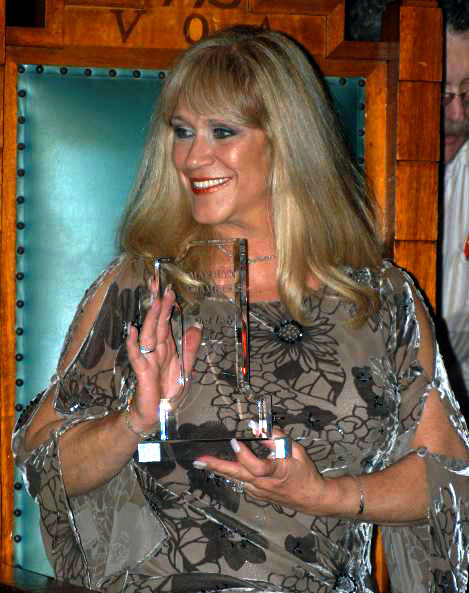
Marilyn Chambers ai FOXE Awards del 2005

Sul finire di carriera, Marilyn Chambers apparve prevalentemente in film indipendenti dal budget ridotto, come l'ultimo ruolo recitato nel film Solitaire. La Chambers dichiarò che l'interpretare questi ruoli "minori" era per lei motivo di soddisfazione perché comportavano molta meno pressione psicologica e non bisognava essere per forza "giovani e magre". La Chambers ebbe un discreto successo di classifica con il brano di disco music Benihana nel 1976, prodotto da Michael Zager su etichetta Roulette Records.

### Arresti del 1985
Il 1º febbraio 1985, mentre stava esibendosi all'O'Farrell Theatre di San Francisco, la Chambers fu arrestata dalla polizia con l'accusa di oltraggio al pudore e favoreggiamento della prostituzione. Un agente in borghese che era tra il pubblico, testimoniò che la Chambers si lasciava toccare con le mani e la bocca dagli spettatori durante lo spettacolo chiamato "Feel the Magic", nel quale danzava completamente nuda. Venne rilasciata dietro il pagamento di una cauzione di 2 000 dollari e le accuse furono lasciate cadere. «Non ero mai stata arrestata in vita mia per nessun motivo, mai, quindi fu un grosso shock per me, non solo come artista ma anche come essere umano», dichiarò all'epoca.
Il 13 dicembre Marilyn Chambers venne nuovamente arrestata durante uno spettacolo in uno strip club a Cleveland. La polizia dichiarò che la Chambers era completamente nuda sul palco eccezion fatta per le scarpe, e che stava amoreggiando sessualmente con uno spettatore. Le venne imputata l'accusa di favoreggiamento della prostituzione per la seconda volta e rimase in cella fino a quando non pagò una multa di 1 000 dollari. La Chambers negò le accuse, affermando: «Facevo lo stesso spettacolo che ho fatto negli ultimi sei anni. Fu un caso che la polizia capitasse in sala». Nel novembre 2012 la foto segnaletica di Marilyn Chambers relativa all'arresto di Cleveland, è stata venduta su eBay per 202.50 dollari.

### Morte
Il 12 aprile 2009 Marilyn Chambers è stata trovata morta nella sua casa di Santa Clarita, in California. I documenti trovati sul suo corpo la identificavano come Marilyn Ann Taylor, presumibilmente il nome che assunse dopo il matrimonio. Il ritrovamento del cadavere avvenne per opera dell'allora diciassettenne figlia della Chambers, McKenna Marie Taylor. L'autopsia del medico legale ha rivelato che la Chambers morì a causa di una emorragia cerebrale correlata ad una malattia cardiaca. Nonostante nel suo sangue venne rilevata la presenza di farmaci antidepressivi e antidolorifici, questa non venne considerata come causa del decesso.

## Filmografia

### Pornografici

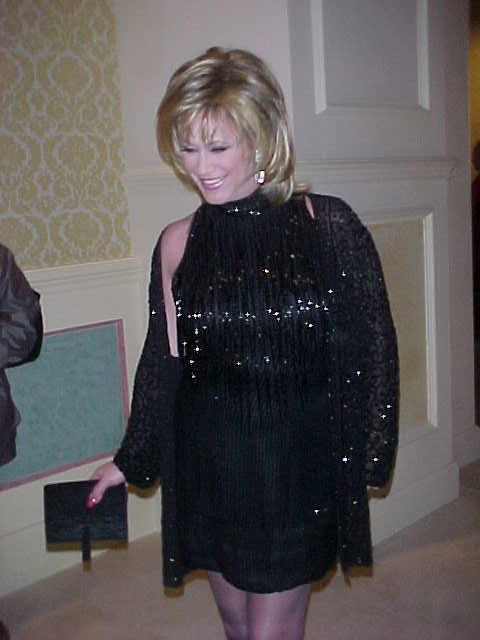
Marilyn Chambers agli AVN Awards del 2000

- Dietro la porta verde, regia di Artie Mitchell &
Jim Mitchell (1972)
- Resurrection of Eve, regia di Jon Fontana & Artie Mitchell (1973)
- Inside Marilyn Chambers, regia di Artie Mitchell &
Jim Mitchell (1976) - documentario
- Never a Tender Moment, regia di Artie Mitchell (1979) - cortometraggio
- Beyond De Sade, regia di Artie Mitchell &
Jim Mitchell (1979) - cortometraggio
- Insatiable, regia di Stu Segall (con lo pseudonimo "Godfrey Daniels", 1980)
- Night on the Town (1982)
- Electric Blue 005 (1982)
- Fantasie private (Private Fantasies #1), regia di Jack Remy & Stu Segall (1983)
- Le sexy infermiere (Up 'n' Coming), regia di Stu Segall (1983)
- Insatiable 2, regia di Stu Segall (1984)
- Party Girls, regia di Chuck Vincent (1989)
- Blue Vanities 90 (1993)
- New York Nights, regia di Ernest G. Sauer (1994)
- Bedtime Fantasies, regia di Ernest G. Sauer (1994)
- Lusty Busty Fantasies, regia di Ernest G. Sauer (1995)
- Fantasies Vol. 1, regia di Ernest G. Sauer (1995)
- Still Insatiable, regia di Veronica Hart (1998)
- Marilyn Chambers' All Nude Peep Show, regia di Ernest G. Sauer (1999)
- Dark Chambers, regia di Veronica Hart (2000)
- Edge Play, regia di Veronica Hart (2001)
- Nantucket Housewives, regia di Bud Lee (2006)

### Tradizionali
- Il gufo e la gattina (The Owl and the Pussycat), regia di Herbert Ross (1970, cameo non accreditato)
- Together, regia di Sean S. Cunningham (1971, softcore)
- Rabid - Sete di sangue, regia di David Cronenberg (1977)
- Angel of H.E.A.T., regia di Myrl A. Schreibman (1983)
- Imps*, regia di Scott Mansfield (1983)
- My Therapist, regia di Gary Legon (1984, softcore)
- The Marilyn Diaries, regia di Ernest G. Sauer (1990)
- Breakfast in Bed, regia di Ernest G. Sauer (1990)
- Desire, regia di Ernest G. Sauer (1997)
- Little Shop of Erotica, regia di Ernest G. Sauer (2001)
- Solitaire, regia di Frank Durant (2008)
- Porndogs: The Adventures of Sadie, regia di Greg Blatman (2009) - voce

## Discografia

### Singoli
- 1977 - Benihana
- 1979 - First Blue Disc
- 1980 - Shame on You

## Riconoscimenti
- FOXE Awards
  - 2005 – Premio alla carriera
- XBIZ Awards
  - 2008 – Premio alla carriera come performer femminile[20]
- XRCO Award
  - 1985 – Best Kinky Scene per Insatiable II (con Jamie Gillis)[21]
  - XRCO Hall of Fame[22]